# Haparanda SKT
Haparanda Sportklubb/Taktik är en sportklubb i Haparanda bildad 1956 genom sammanslagning av Haparanda SK, bildad 1929, och IF Taktik, bildad 1932. Klubben bedriver verksamhet inom bland annat sektionerna bandy, bordtennis, friidrott, skidsport och brottning, där man anordnar Haparanda Cup sedan 1981 . För klubben tävlade bland andra brottaren Tomas Johansson.
Elitbandyverksamheten gick samman med Torneå PV och bildade Haparanda Tornio BF den 3 maj 2004.

## Fotboll
Säsongen 1956/1957 vann IF Taktik division IV Norrbotten norra, vilket innebar att Haparanda SKT premiärsäsongen fick spela i division III 1957/1958, landets då tredje högsta serie. Efter en topplacering första säsongen åkte man ur 1959, återkom 1962 men spelade i övrigt i division IV eller division V. Efter säsongen 1976 uppgick fotbollssektionen i Haparanda FF.